# Enchophora atomaria
Enchophora atomaria är en insektsart som beskrevs av Brancsik 1893. Enchophora atomaria ingår i släktet Enchophora och familjen lyktstritar. Inga underarter finns listade i Catalogue of Life.